# Raionul Zaporijjea, Zaporijjea
Zaporijjea (în ucraineană Запорізький район, transliterat: Zaporizkîi raion) este un raion în regiunea Zaporijjea, Ucraina. Are reședința la Zaporijjea.
Are o suprafață de 4.674,61 km². Populația este de 840.866 locuitori, determinată în 1 ianuarie 2022, prin bilanț demografic[*].